# Meyvəli
Meyvəli è un comune dell'Azerbaigian situato nel distretto di Yevlax. Conta una popolazione di 227 abitanti.